# پیچش داستانی
پیچش داستانی یا پایان دور از انتظار به تغییر در روند یا نتیجه مورد انتظار جریان یک رمان، فیلم، سریال تلویزیونی، کمیک، بازی کامپیوتری یا هرگونه دیگری از روایت می‌گویند. پیچش داستانی روش مناسبی برای سرگرم نگه داشتن مخاطبان و جذابیت بیشتر داستان می‌باشد. گاهی پیچش‌ها قابل پیش‌بینی هستند.
هنگامی که پیچش داستانی انتهای یک داستان رخ دهد، مخصوصاً اگر دیدگاه مخاطبان را پیرامون حوادث قبلی داستان عوض کند، تحت عنوان پایان غافلگیرکننده شناخته می‌شود.
از آنجا که بعضی داستان‌ها بر روی پیچش‌های داستانی بنا می‌شوند، اغلب گمان می‌رود فاش کردن آن‌ها در یک فیلم یا داستان از جذابیت آن می‌کاهد، گر چه یک تحقیق خلاف آن را نشان می‌دهد.
همچنین روشی برای گمراه کردن مخاطبان و انتظارات آن‌ها استفاده از قهرمان دروغین است. به‌طوری که کاراکتری از ابتدا که به صورت شخصیت اصلی به نظر می‌رسد، متعاقباً حذف می‌شود که معمولاً به صورت کشته شدن نشان داده می‌شود.